# Amatán, Veracruz
Amatán är en ort i Mexiko.   Den ligger i kommunen Las Choapas och delstaten Veracruz, i den sydöstra delen av landet, 600 km öster om huvudstaden Mexico City. Amatán ligger 156 meter över havet och antalet invånare är 647.
Terrängen runt Amatán är huvudsakligen kuperad. Amatán ligger nere i en dal. Runt Amatán är det ganska glesbefolkat, med 42 invånare per kvadratkilometer. Närmaste större samhälle är Raudales Malpaso, 12,8 km sydost om Amatán. Omgivningarna runt Amatán är en mosaik av jordbruksmark och naturlig växtlighet.